# Jema'a
Jema'a, est une zone de gouvernement local et un émirat de l'État de Kaduna au Nigeria,.

## Source
- (en) Cet article est partiellement ou en totalité issu de l’article de Wikipédia en anglais intitulé « Jema'a » (voir la liste des auteurs).